# Trei frați de belea
Trei frați de belea este un film de comedie românesc din 2006, regizat de Theodor Halacu-Nicon după scenariul lui Mugur Mihăescu și Radu Pietreanu (componenți ai grupului umoristic Vacanța Mare). Rolurile principale sunt interpretate de Mugur Mihăescu, Radu Pietreanu, Mirela Stoian, Emil Rădinoiu, Florin Petrescu, George Robu și Iulian Ilinca. 
Filmul este un basm modern despre trei frați, un gunoier (Mugur Mihăescu), un hingher (Radu Pietreanu) și o telenovelistă (Mirela Stoian), veniți în București pentru a-și face un rost în viață. Fratele mai mic, Bizo, se îndrăgostește de fiica unui bulibașă al romilor și trebuie să treacă prin trei probe dificile pentru a demonstra că este demn să intre într-o familie „nobilă”.

## Rezumat
Cu șapte ani în urmă, Cornel Lepădatu (Radu Pietreanu) se mutase în București, unde lucra „pentru guvern” – la serviciul de ecarisaj – și avea un apartament în cartierul Pantelimon. El a cunoscut-o pe Mioara (Andreea Doinea), o prostituată de care s-a îndrăgostit la prima vedere și cu care s-a căsătorit a doua zi. Soția sa și-a continuat ocupația și după căsătorie, fără știrea lui. După un an, Mioara a născut un băiat cu piele neagră, primind pentru aceasta o mamă de bătaie din partea „fericitului” soț. 
La o lună diferență se mutase în București și Leonica (Mirela Stoian), sora lui Cornel, pentru că soțul ei, Aurel (George Robu), fusese promovat portar-șef la proaspăt privatizata întreprindere APACA. Scăpată acum de grija zilei de mâine, ea și-a dedicat timpul studiului limbii spaniole cu ajutorul telenovelelor. Ultimul venit în București este Bizo (Mugur Mihăescu), fratele mai mic al lui Cornel și al Leonicăi. Acesta era mulțumit de viața pe care o ducea: avea o slujbă (gunoier la REBU), o mașină de serviciu (camionul de gunoi) și o casă (o garsonieră într-un bloc de nefamiliști). 
Îngrijorați că Bizo avea 38 de ani și era încă burlac, cei doi frați mai mari hotărăsc să-i găsească o nevastă. Deoarece întâlnirile cu femei pe care i le aranjaseră Cornel și Leonica lui Bizo nu dau rezultate, cei doi frați mai mari încep să-l bănuiască pe mezin că ar fi „homalău”; descoperirea în casa acestuia a unei perechi de izmene găurite în fund și a unui borcan cu vaselină le confirmă temerea. Viața mezinului se va schimba însă pentru totdeauna în duminica de 23 octombrie. În camionul de gunoi al lui Bizo urcă brusc „prințesa” Iuliana Botgros (Iuliana Luciu), fiica lui Sigismund (Florin Petrescu), „împăratul țiganilor”, ce fugea de bodyguarzii puși de tatăl ei să o păzească. Bizo o conduce la locuința ei de pe str. Spoitorilor nr. 1 din cartierul Ferentari, îndrăgostindu-se de ea la prima vedere. La plecare, fata și-a uitat în camion poșeta cu actele.
Aflând că Bizo este îndrăgostit, Cornel și Leonica jură să-l căsătorească cu forța pe burlac cu aleasa inimii. Ei se deplasează astfel în Ferentari, la palatul împăratului Sigismund de Strehaia, „cuceritorul supermarketelor și învingătorul de la bancomat”. Fiind înghiontit de frații săi, Bizo o cere de nevastă pe Iuliana și afirmă că el este „cel mai țâgan”. Egret (Emil Rădinoiu), consilierul „împăratului”, îl convinge pe Sigismund să se folosească de cei trei pentru a da o spargere la bancă. „Împăratul” îl pune pe Bizo să dovedească că are cele trei însușiri ale neamului romilor pentru a-i da fata de soție. El trebuie să arate că are dexteritate (este pus să stingă nocturna de la meciul de fotbal Dinamo–Rapid din finala Cupei României), tupeu (să taie o șuviță din părul președintelui României) și bani (să dea o spargere la bancă). „Prințul moștenitor” Frankfurt (Iulian Ilinca), fiul lui Sigismund, este pus să le zădărnicească planurile.
Intrați pe stadion cu o invitație de la Borcea furată de la unul dintre amanții Mioarei, cei trei provoacă o explozie la instalația electrică a stadionului și sting astfel instalația de nocturnă. Auzind că președintele (Petre Moraru) va veni a doua zi la APACA, Cornel, Leonica și Bizo se deplasează acolo și reușesc să-i taie o șuviță. În acest timp, încercările lui Frankfurt de a-i opri sunt soldate cu eșec. Polițiștii pun cele două atentate pe seama unei grupări teroriste apropiate de Al Qaeda, iar un grup de agenți americani vin să ancheteze evenimentele petrecute în ultima vreme în România.
Egret vrea să pună el mâna pe banii furați din bancă și să-i ia locul „împăratului țiganilor”, urmând să se căsătorească cu Iuliana. În acest scop, el își pune oamenii de încredere să-l lege pe Frankfurt; acesta din urmă reușește să scape. Bizo, Cornel și Leonica reușeșc să pătrundă în bancă, fură banii, dar la ieșire sunt așteptați de Egret cu oamenii lui. Frankfurt îl alertase însă pe Sigismund, iar „împăratul” îi eliberează pe cei trei frați. Ajunși la palat, Iuliana îi pune „împăratului” că ea îl iubește pe Armand (Sorin Godi); dându-și seama că „prințesa” nu-l iubește, Bizo îl convinge pe Sigismund să fie de acord cu căsătoria Iulianei cu Armand, el urmând a fi nașul viitoarei perechi. Egret și oamenii săi au fost arestați de brigada antiteroristă a poliției, ei fiind găsiți legați în seiful băncii. Banii furați de cei trei frați erau falși și urmau a fi distruși de bancă în săptămâna următoare. Bizo iese în oraș cu casierița de la benzinărie (Iuliana Stoianescu), care îl plăcea.
Șapte ani mai târziu, Bizo este căsătorit cu casierița de la benzinărie și urmează să aibă un copil. Cornel și Leonica îi vizitează periodic, iar Iuliana trece și ea din când în când să-și vadă nașul. Frankfurt a ajuns noul „împărat” al tuturor romilor, președintele a obținut un nou mandat, iar supraponderala Grațiela (Claudia Susanu), cu care Bizo se întâlnise mai demult, a devenit vedetă de televiziune.

## Distribuție
- Mugur Mihăescu — Bizo Lepădatu, gunoier la REBU
- Radu Pietreanu — Cornel Lepădatu, fratele lui Bizo, angajat la serviciul de ecarisaj
- Mirela Stoian — Leonica, sora lui Bizo și soția lui Aurel, casnică pasionată de telenovele
- Emil Rădinoiu — Egret, consilierul lui Sigismund
- Florin Petrescu — Sigismund („Sigi”) de Strehaia, „împăratul țiganilor”
- George Robu — Aurel, soțul Leonicăi, portar-șef la întreprinderea APACA
- Iulian Ilinca — Frankfurt, fiul lui Sigismund, „prințul moștenitor”
- Andreea Doinea — Mioara Lepădatu, soția lui Cornel, prostituată
- Iuliana Luciu — Iuliana Botgros, fiica lui Sigismund
- Alexandru-Dan Suciu — tip #1
- Aurelian-Antonio Tecuceanu — reporterul de televiziune
- Oltin-Tudor Hurezeanu — tipul bine care este în bar cu o tipă bine
- Claudia Susanu — Grațiela, tipa grasă cu care se întâlnește Bizo
- Marilena Botiș — asistenta medicală de la maternitate
- Alexandru-Bogdan Conovaru — polițistul care-i arestează pe cei trei frați
- Iuliana Stoianescu — casierița de la benzinăria Fix Oil
- Costel Botea — gunoier #2
- Nicolae Bordeianu — dubios #2
- Marius Pârciu — oficial de la meciul de fotbal
- Radu Simon — gardianul orb de la bancă
- Ionel Stoica — dubios #1
- Ștefan Alexa — consilierul președintelui
- Silvia Stănciulescu — tipa sado-masochistă cu care se întâlnește Bizo
- Mircea Teodorescu — romul Haeroport, „supusul” lui Sigismund
- Ovidiu Gheorghe Popa — valetul Hopkins
- Manuela Grecu — tipa bine pe care o curtează Bizo
- Liliana Gavrilescu — casiera de la supermarket
- Petre Moraru — președintele României
- Sorin Godi — Armand, iubitul Iulianei
- Marcelo Cobzariu — gunoier #1
- Mircea Stoian — ofițerul Stării Civile
- Marian Ciontescu — actorul Bere
- Roberto Iordănescu — chelnerul de la stadion
- Paul Dumitrescu — polițistul de la stadion
- Vasile Tănăsescu — portarul de la stadion
- Sorin Bivolaru — supervizorul gunoierilor
- Elena Rusu — angajata de la aeroport
- Paul Dumitru — lăutar #1
- Kalnoji Kianputaca — copilul cu piele neagră în vârsta de 7 luni
- Albert N'Gatse — băiatul cu piele neagră
- Iustin Marcu — romul Puradel
- Gheorghe Duță — romul Decret
- Rom Gheorghe — ospătarul rom
- Ndombe Bidihou — amantul cu piele neagră al Mioarei
- Liana-Cerasela Marcu — regina romilor
- Theodor Halacu-Nicon — Mișu, bișnițarul rom pe care-l întreabă Leonica (nemenționat)
- Anamaria Prodan — șefa benzinăriei Fix Oil (nemenționată)

## Personaje
- Cornel (interpretat de Radu Pietreanu) este fratele mai mare, primul din familie care s-a mutat în București. El este hingher de meserie, soția lui este prostituată și își practică meseria la vedere, iar copilul celor doi are pielea neagră și păr creț.[1]
- Leonica (interpretată de Mirela Stoian), sora mai mică a lui Cornel, s-a mutat în capitală în speranța unui trai mai bun, împreună cu soțul ei, paznic la APACA. Ea este casnică și își umple timpul uitându-se la telenovele.[1]
- Bizo (interpretat de Mugur Mihăescu), mezinul familiei, duce un trai liniștit de gunoier. Viața sa i se schimbă brusc când se îndrăgostește de Iuliana, fiica unui bulibașă. Împreună cu frații lui, el trebuie să demonstreze tatălui fetei că sunt demni să se înrudească cu o familie nobilă și pentru asta vor trece prin trei incercări, asemeni personajelor din basme.
- Iuliana (interpretată de Iuliana Luciu) este fiica lui Sigismund, „împăratul țiganilor”, și femeia pentru care Bizo își riscă libertatea și chiar și viața.
- Sigismund (interpretat de Florin Petrescu), „împăratul țiganilor”, îl supune pe Bizo la trei probe, din care una presupune să facă rost de un milion de euro, bani pe care Sigismund speră să și-i însușească. Pretendentul la mâna Iulianei trebuie să-i dovedească astfel că este demn să intre într-o familie nobilă.
- Egret (interpretat de Emil Rădinoiu), consilierul lui Sigismund, urmărește să profite de pe urma celor trei frați pentru a-și realiza planul de a jefui o bancă, la care renunțase temporar din lipsă de oameni pentru a-l pune în practică. El vrea să-i ia locul „împăratului țiganilor”, dar planul lui dă greș.

## Producție

### Scenariu
Scenariul filmului a fost scris de Mugur Mihăescu și Radu Pietreanu, membri componenți ai grupului umoristic Vacanța Mare. Scrierea sa a durat aproximativ două luni, în timp ce dialogurile au fost definitivate în doar patru zile. Filmul urma să aibă inițial titlul de Frați și surori și a fost dedicat fostului lor coleg, Dan Sava, precum și postului Pro TV (care a împlinit zece ani de existență la 1 decembrie 2005).
Mugur Mihăescu și Radu Pietreanu realizaseră anterior filmul Garcea și oltenii (2002), care fusese produs de compania MediaPro Pictures și se bucurase de un mare succes la public. Ei au afirmat că au învățat din greșelile „destule și inerente” săvârșite la filmul Garcea și oltenii și că le-au eliminat în mare parte.
Cei doi scenariști au declarat că noul film nu va semăna deloc cu fostele lor proiecte. „E ceva cu totul nou. Pot spune că spectatorii aproape că nu ne vor recunoaște. E un stil diferit, care înseamnă în primul rând mult mai mult umor al situațiilor”, a afirmat Mugur Mihăescu. Vorbind despre acest film, Mihăescu a spus că este „un basm modern”, cu un împărat, o fată a împăratului, încercările la care este supus personajul principal, eroi pozitivi și negativi. Personajele creionate de scenariști erau noi, iar cei doi își doreau să realizeze în anul următor un serial la Pro TV, în care să apară cei „trei frați de belea”. Umorul folosit în noul film era considerat a fi „un cu totul alt umor (...) umorul vizual, umorul poveștii, umorul de situație - oameni obișnuiți care se transformă în eroi fără voia lor. Este o comedie a situațiilor, mai puțin o comedie prin limbaj.

### Filmări
Filmul a fost produs de MediaPro Pictures; regizor a fost debutantul Theodor Halacu-Nicon care a lucrat ca regizor secund la o serie de producții hollywoodiene sau europene printre care: An american haunting, BloodRayne, House of 9 și Amen. El regizase anterior câteva episoade ale serialului Băieți buni, difuzat de Pro TV. 
Filmările au avut loc în octombrie - noiembrie 2005 și au durat 19 zile, lucrându-se în medie câte 14-16 ore pe zi. S-a filmat în Studiourile MediaPro din Buftea, în diferite locații din București și din împrejurimi precum: Aeroportul Otopeni, DN1, Stadionul Dinamo, Casa de cultură din Buftea și la palatele romilor din satul Buzescu aflat în apropierea orașului Alexandria.
Regizorul Theodor Halacu-Nicon a considerat acest film ca fiind o provocare, afirmând că filmele sunt făcute pentru a transporta spectatorii „pentru două ore într-o altă stare, într-o călătorie în fantastic”. El a opinat că „filmele românești din ultima vreme sunt toate triste și nu vor să exprime decât realitatea în care trăim zi de zi”, iar publicul este sătul de realitate și vrea să se destindă și să uite de necazuri cât timp se află în sala de cinema.
Rolurile principale au fost interpretate de actorii din emisiunile grupului Vacanța Mare (Mugur Mihăescu, Radu Pietreanu, Florin Petrescu, Mirela Stoian, Emil Rădinoiu, Iulian Ilinca și George Robu). O altă apariție, deși scurtă, este cea a micuței Ivone, fetița lui Mugur Mihăescu, pe care acesta a vrut să o aibă aproape pe platoul de filmare, pentru a o obișnui cu această meserie, în caz că va dori să o urmeze.
Pentru rolul tinerei prințese rome de care se îndrăgostește personajul Bizo au concurat 150 de fete frumoase; a fost aleasă debutanta Iuliana Luciu, sora Nicoletei Luciu, pentru că ea era exact ce căutau cei doi scenariști: „o figură angelică. O fată proaspătă în lumea actorilor, care are un suflu nou la debut și care poate lumina cadrele prin frumusețe și entuziasm”. Tânăra actriță a primit sfaturi de la Mirela Stoian, punându-și în valoare ochii și privirea. Secvența cea mai dificilă pentru ea a fost scena de dragoste filmată în camionul de gunoi; actrița era stresată și filma aproape dezbrăcată o scenă în aer liber, afară era foarte frig, iar în camion persista mirosul de gunoi.
Gazdele casei de romi din satul Buzescu au făcut figurație în film, interpretându-și rolurile cu naturalețe. Pentru cadrele filmate pe stadionul Dinamo au trebuit să fie trase mai multe duble, pentru că cei peste o sută de figuranți izbucneau în râs de fiecare dată când Mugur Mihăescu și Radu Pietreanu își rosteau replicile. Cățelul Țuchi, folosit pentru câteva cadre, s-a speriat de numărul mare de microbiști ce-l înconjurau și s-a ascuns timp de o oră sub un scaun. Echipa de filmare a fost vizitată într-o pauză de mai multi oficiali dinamoviști, printre care Cornel Dinu și Giovanni Becali. Scena în care are loc explozia unei guri de canal a fost filmată în zona stadionului pe la ora 3 dimineața; bucureștenii din zonă au fost treziți de zgomotul exploziei și apoi de aprinderea nocturnei de pe stadion.
Regizor secund a fost Virgil Nicolaescu. Cascadoriile au fost coordonate de Ciprian Dumitrașcu. Filmul era preconizat a fi lansat în martie 2006, dar activitatea de postproducție a fost prelungită.

## Recepție
Filmul Trei frați de belea a fost vizionat de 15.650 spectatori la cinematografele din România, după cum atestă o situație a numărului de spectatori înregistrat de filmele românești de la data premierei și până la data de 31.12.2007 alcătuită de Centrul Național al Cinematografiei. El s-a clasat pe locul 3 în clasamentul celor mai vizionate filme românești din anul 2006, pe primele două locuri aflându-se Legături bolnăvicioase al lui Tudor Giurgiu (cu 20.783 spectatori) și Cum mi-am petrecut sfârșitul lumii al lui Cătălin Mitulescu (cu 15.752 spectatori).
Recenziile criticilor de film au fost parțial negative, filmul fiind catalogat drept una dintre cele mai proaste pelicule autohtone ale anului 2006 (în opinia unor critici precum Laurențiu Brătan, Alin Ludu Dumbravă sau Anca Grădinariu).
Criticul Valerian Sava a considerat că filmul este vulgar atât prin imagini (Bizo visează să facă sex cu Iuliana în cuva camionului de la REBU), cât și prin limbajul folosit de protagoniști, titlul cel mai potrivit al producției cinematografice fiind Bizo și țiganii. El a afirmat că MediaPRO Pictures &Distribution a ales să realizeze filme de o calitate îndoielnică, dar care să aducă venituri sigure, soluția pentru care s-a optat fiind „canonizarea vulgarității sans rivages”.
Filmul a avut parte și de unele recenzii ușor favorabile care au evidențiat umorul calitativ superior sau tehnica regizorală inteligentă a lui Theodor Halacu-Nicon. Criticul Tudor Caranfil a dat filmului două stele din cinci și a făcut următorul comentariu: „Câteva stranii acțiuni teroriste zdruncină viața pașnică a Capitalei: o explozie stinge, în nocturnă, luminile stadionului pe care se dispută meciul Dinamo–Rapid; în cursul unei vizite prezidențiale se smulge un smoc din ciuful primului bărbat al țării, iar un milion de euroi sunt furați dintr-o bancă. Cine-ar suspecta de toate aceste fărădelegi un gunoier pus de bulibașa din Ferentari să-și dovedească virtuțile care l-ar face demn de fiica sa? După succesul comercial cu «Garcea și oltenii» trustul Media Pro readuce în actualitatea cinematografică formația „Vacanța mare”, dar intr-un context estetic complet diferit de cea anterioară, cu o poveste originală și cu un regizor care completează și atenuează prin inteligență și vizualitate derapările în facil ale dialogului, dublând calambururile cu efecte vizuale imprevizibile și eficace. Story-ul recurge la structura basmului nostru popular, cu încercările succesive la care e supus feciorul de împărat. Realizatorul folosește, însă, trama pentru câteva parodii reușite de horror, hold-up, comploturi teroriste, înfruntări marțiale și alte genuri la fel de bine prizate de public. Secv. rapel: demonstrația savantă de amușinat tomberoane sau bănuiala familiei că mezinul i-ar periclita onoarea ca «homălău».”.
Părerea sa nu a fost singulară. Într-un articol publicat în revista Observator cultural, Mihai Fulger a lăudat umorul filmului „provocat de discrepanța dintre explicatiile din off ale eroului-narator și înscenările regizoral-operatoricești din câteva situații comice/parodice”, considerând că filmul are „merite tehnice incontestabile”, iar regia sa fiind cu câteva clase peste Garcea și oltenii. Criticile sale se referă la clișeele prezente în scenariu (aspectul de basm conferit de cele trei probe pe care trebuie să le treacă eroul pentru a obține mâna prințesei, nevasta curvă, copilul cu piele neagră, întâlnirile cu o femeie supraponderală etc.), tușele grosiere, lipsa vreunei prestații actoricești notabile sau afișul grotesc. Jurnalistul concluzionează că „Dacă la Garcea puteai doar să te enervezi, aici riști să râzi de multe ori de-a binelea”.